# Сортировка (фильм)
«Сортировка» (англ. Triage) — художественный фильм в жанре военной драмы, поставленный боснийским режиссёром Данисом Тановичем по одноимённому роману американского военного корреспондента Скотта Андерсона.

## Сюжет
Два закадычных друга, работающие фотокорреспондентами в горячих точках, готовы рисковать своими жизнями ради сенсационных материалов. Главное, не переступать ту грань, за которой уже нет возврата назад…
Отправившись на очередное задание в охваченный войной Курдистан, они попадают в полевой госпиталь, где становятся свидетелями жестокой и циничной «сортировки» раненых — тяжёлых «лечат» выстрелами в голову, а остальных пытаются поставить на ноги.
Ошеломлённые происходящим, друзья решают отложить своё возвращение домой и продолжить работу. Они ещё не знают, какое тяжкое испытание им предстоит и какую страшную цену придётся заплатить за свой последний репортаж.

## В ролях
- Колин Фаррелл — Марк Уолш
- Джейми Сивес — Дэвид
- Пас Вега — Елена Моралес
- Келли Райлли — Диана
- Бранко Джурич — Доктор Тальзани
- Кристофер Ли — Хоакин Моралес
- Рис Ричи — мальчик в Бейруте
- Джульет Стивенсон — Эми
- Иан Макэлхинни — Иван